# 安田元久
安田 元久（やすだ もとひさ、1918年10月19日 - 1996年1月23日）は、日本の歴史学者。元学習院大学学長。文学博士。専門は日本中世史・鎌倉時代史研究。

## 略歴
広島県広島市出身。東京府立第一中学校、静岡高等学校卒業。1947年、東京帝国大学文学部国史学科卒業。
東京大学文学部助手を経て、1954年、北海道大学文学部助教授。1963年、学習院大学文学部教授。1985年から1989年まで、学習院大学学長。1989年、学習院大学名誉教授。
祖父は関東大震災時の戒厳司令官・福田雅太郎大将、父は陸軍軍人で「神兵隊事件」に関わったとされる安田銕之助中佐。
皇太子徳仁親王の論文指導などにあたった。

## 著書
- 『初期封建制の構成』 国土社、1950年
- 『日本荘園史概説』 吉川弘文館、1957年
- 『日本全史 中世1』 東京大学出版会、1958年
- 『源頼朝』 弘文堂、1958年
- 『地頭及び地頭領主制の研究』 山川出版社、1961年
- 『北条義時』 吉川弘文館〈人物叢書〉、1961年
- 『武士団』 塙書房、1964年
- 『守護と地頭』 至文堂、1964年
- 『鎌倉幕府 その実力者たち』 人物往来社、1965年
- 『源義経』 人物往来社、1966年
- 『源義家』 吉川弘文館〈人物叢書〉、1966年
- 『源平の争乱』 筑摩書房、1966年
- 『平家の群像』 塙書房、1967年
- 『国民の歴史7 源平の相剋』 文英堂、1968年
- 『平清盛』 清水書院、1971年
- 『武士世界の序幕』 吉川弘文館、1973年
- 『日本の歴史7 院政と平氏』 小学館、1974年
- 『院政と源平合戦』 ポプラ社、1975年
- 『日本初期封建制の基礎研究』 山川出版社、1976年
- 『鎌倉開府と源頼朝』 教育社、1977年
- 『鎌倉執権政治』 教育社、1979年
- 『鎌倉御家人』 教育社、1981年
- 『武蔵の武士団』 有隣堂、1984年 / 吉川弘文館〈読みなおす日本史〉、2020年
- 『武士世界形成の群像』 吉川弘文館、1986年
- 『後白河上皇』 吉川弘文館〈人物叢書〉、1986年
- 『日本史史料の解法』 洛陽社、1987年
- 『駘馬の道草 大正末期・昭和初期の激動と前半生の自伝』 吉川弘文館、1989年
- 『鎌倉・室町人名辞典コンパクト版』、1990年